# Peso uruguaio
O peso é a moeda corrente oficial do Uruguai. 
Colocado em circulação em 1993, é a 3ª moeda criada pelo Uruguai (seu antecessor era o NUEVO PESO (N$), que existiu de 1975 a 1992). o Peso Uruguaio foi uma implantado para acabar com a Inflação uruguaia e, assim, para melhorar os resultados da economia.

## Moedas
Inicialmente, em 1994, foram emitidas as moedas de 10, 20 e 50 centésimos em substituição as então circulantes moedas de N$ 100, N$ 200 e N$ 500. Além disso, foram emitidas no mesmo ano moedas de 1 e 2 pesos uruguaios em substituição as cédulas vigentes de N$ 1000 e N$ 2000.
Em 2003 e 2004, foram colocadas em circulação as moedas de 5 e 10 pesos uruguaios, ocorrendo a retirada de circulação das moedas de 10 e 20 centésimos em 2005 e da moeda de 50 centésimos em 2010.
Em 2011, foi colocada uma nova série de moedas com animais nativos da região em circulação, nos valores de 1, 2, 5 e 10 pesos, com o Tatu (mulita), a Capivara (carpincho), o Nandu (ñandu) e o Puma respectivamente.

## Cédulas
Em 1994, são colocadas as primeiras cédulas do Peso Uruguaio, nos valores de 20, 50, 100 e 500 pesos uruguaios, sendo essas cédulas versões alteradas das cédulas equivalentes nos valores de 20.000, 50.000, 100.000 e 500.000 pesos novos respectivamente. No ano seguinte, são lançadas novas cédulas nos valores de 10, 200 e 1.000 pesos uruguaios, sendo as duas primeiras versões alteradas das cédulas de 10.000 e 200.000 pesos e a última a primeira cédula emitida com características específicas do novo padrão.
Em 1997, é lançada a cédula de 5 pesos uruguaios em versão alterada da antiga cédula de 5.000 pesos novos e mais tarde em 1999, são lançadas cédulas novas com novo design nos valores de 5 e 10 pesos, que vieram a sair de circulação em 2008. 
Em 2003, as cédulas remanescentes na denominação "nuevo peso" que não tinham sido recolhidas pelo Banco Central do Uruguai são desmonetizadas e são lançadas as cédulas de 2.000 pesos uruguaios, que completam a família de cédulas existentes no padrão monetário, sendo que no correr de todo esse período as mudanças nas cédulas se refletiram principalmente nos elementos de seguridade dos valores emitidos.
Em 2017 é lançada cédula comemorativa dos 50 anos do banco central uruguaio, no valor de 50 pesos, sendo esta emitida em polímero, material utilizado nas novas cédulas de 20 e 50 pesos uruguaios lançadas em 2020.